# جيرت براور
جيرت براور (بالألمانية: Gert Brauer)‏ (7 سبتمبر 1955 في ألمانيا - 2018 في ألمانيا) هو لاعب كرة قدم ألماني (وحمل سابقاً جنسية ألمانيا الشرقية) في مركز الدفاع. شارك مع منتخب ألمانيا الشرقية لكرة القدم. أما مع النوادي، فقد لعب مع كارل زايس يينا ونادي هالشر.

## وصلات خارجية
- جيرت براور على موقع قاعدة بيانات كرة القدم.إي يو (الإنجليزية)
- جيرت براور على موقع بيانات كرة القدم. دي إي (الألمانية)
- جيرت براور على موقع ناشيونال فوتبول تيمز (الإنجليزية)
- جيرت براور على موقع عالم كرة القدم.نت (الإنجليزية)